# Kalendarium historii Lwowa

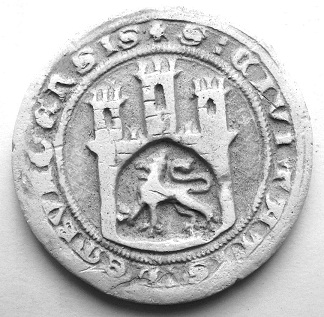
Najstarsza pieczęć Lwowa z 1359, S(igillum): LEMBVRGENSIS CIVITATIS

## Czasy przedlokacyjne. EpokaGrodów Czerwieńskich(do 1079)
- IX-X w. – na obszarze północnej części dzisiejszego Lwowa, pomiędzy Górą Zamkową a rzeką Pełtwią, istniało osadnictwo Lędzian, podlegających państwu Wiślan,
- 981 – w najstarszej kronice kronikarza ruskiego Nestora znajduje się pierwsza wzmianka o terenach, na których założono Lwów: poszedł Włodzimierz na Lachów i zajął im grody ich Przemyśl, Czerwień i inne grody mnogie, które i do dziś są pod Rusią,
- 1018 – w czasie wyprawy kijowskiej grody zostały odebrane przez Bolesława I Chrobrego,
- 1031 – w czasie wojen z Niemcami i Rusią Kijowską za czasów Mieszka II Polska utraciła Grody Czerwieńskie,
- 1069 – do Polski przyłączył je Bolesław II Śmiały,
- 1079 – utracił te ziemie ponownie na rzecz Rusi Kijowskiej Władysław I Herman.

## Ruś Halicko-Włodzimierska
- ok. 1250 założenie grodu obronnego przez króla halicko-włodzimierskiego Daniela I (ukr. Данило – Danyło) Rurykowicza, który nazwał go tak na cześć swojego syna Lwa
- 1256 – pierwsza wzmianka pisana o Lwowie w Latopisie Halicko-Wołyńskim:Taki był płomień, że na wsze strony widziano pożar, jakoż i ze Lwowa patrzący ku polom bełskim widzieli łunę od płomienia wielkiego ognia – pierwsza wzmianka o pożarze Chełma w 1256, zamieszczona w latopisie halicko-wołyńskim, powstałym na dworze króla Daniela I przyjęta za początek Lwowa.
- 1272 Lew Halicki przenosi stolicę Rusi Halicko-Włodzimierskiej z Chełma do Lwowa. Dzięki korzystnemu położeniu miasto przekształca się w najważniejszy ośrodek rzemieślniczo-handlowy Księstwa Halicko-Wołyńskiego.

## RządyKazimierza WielkiegoiLudwika Andegaweńskiego(1340–1387)

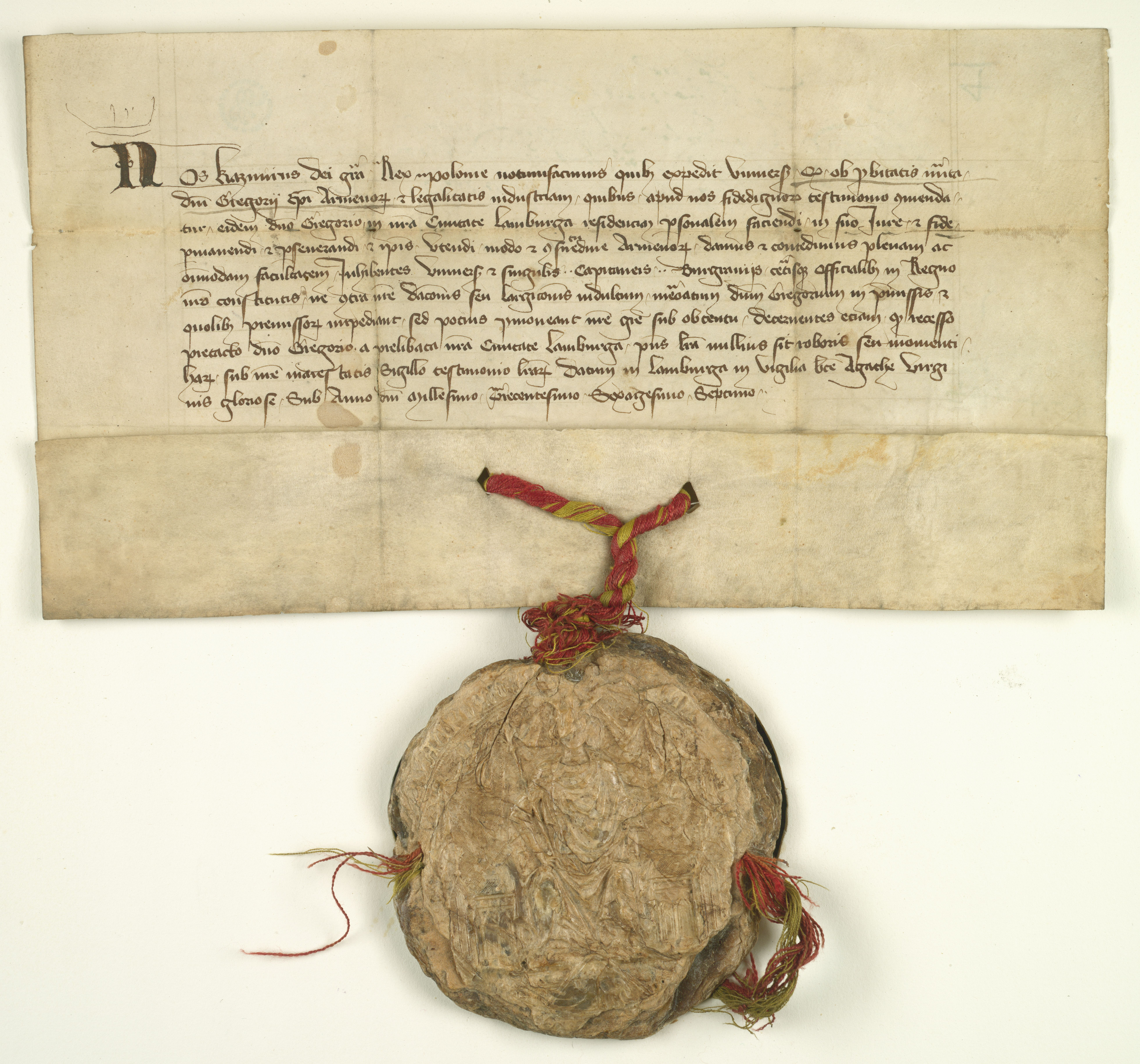
Kazimierz III Wielki zezwala biskupowi ormiańskiemu Grigorowi na przebywanie we Lwowie w 1367 roku

- 1340 – po bezpotomnej śmierci ostatniego władcy Bolesława Jerzego II Trojdenowicza z dynastii Piastów mazowieckich miasto, na podstawie umowy spadkowej podpisanej dwa lata wcześniej, przeszło pod berło króla Polski Kazimierza III Wielkiego
- 1340 – 1349 pod władzą namiestniczą Detki (Dymitra)
- 1349 – Kazimierz Wielki faktycznie obejmuje Lwów we władanie
- 1351, 1353 – walki z księciem litewskim Lubartem o Ruś Halicko-Włodzimierską, dwukrotne spalenie Lwowa. Odbudowa miasta na planie gotyckim
- 1356 – Kazimierz Wielki nadaje prawa miejskie (prawo magdeburskie), szerokie uprawnienia samorządowe, a także 70 łanów gruntu
- 1370 – po śmierci Kazimierza III Wielkiego król Ludwik I Węgierski mianuje księcia Władysława Opolczyka namiestnikiem oddzielonej od korony polskiej Rusi Halickiej
- 1382 – pierwsza publiczna szkoła miejska

## Królestwo PolskieiRzeczpospolita Obojga Narodów(1387–1772)
- 1387 – Jadwiga Andegaweńska, król Polski ogłasza akt przyłączenia Rusi Halicko-Włodzimierskiej do Korony[1] i usuwa węgierskich starostów.

### Rozkwit w dobie Jagiellonów i pierwszych królów elekcyjnych
- 1412 – przeniesienie siedziby metropolity łacińskiego z Halicza do Lwowa. Pierwszym arcybiskupem lwowskim został Jan Rzeszowski
- W 1434 – na mocy przywileju Władysława II Jagiełły powstało nowe województwo ruskie, obejmujące pięć ziem – chełmską, sanocką, przemyską, halicką i lwowską, ta ostatnia z powiatem żydaczowskim. Stolicą województwa został Lwów. Rosła zamożność miasta, wyrastającego do rangi jednego z najpoważniejszych emporiów handlowych Europy Wschodniej. Bawili tu często monarchowie polsko-litewscy. W pobliskim Gródku zmarł w 1434 Władysław II Jagiełło. W harmonii i wzajemnej tolerancji żyli razem Polacy, Rusini, Niemcy, Ormianie, Grecy, przedstawiciele wielu innych narodów. Obywatele lwowscy różnili się nie tylko co do języka, ale również i co do wiary. Obok dominujących katolików, liczni byli prawosławni i mojżeszowi.
- 1444 – król Władysław III Warneńczyk nadał miastu prawo składu, podstawę potęgi gospodarczej Lwowa. Zbudowane zostały dwa zamki obronne: Niski (w mieście) i Wysoki – na górze w pobliżu miasta, pozwolił też na założenie szkoły nobilium et ignobilium przy kościele św. Ducha
- Od schyłku XV wieku narastało ponownie niebezpieczeństwo tatarskie. Turcy zajęli porty czarnomorskie – Kaffę, Kilię, Białogród, Oczaków, utrudniając handel, z którego żyło miasto. Pod murami miasta zaczęły pojawiać się zagony tatarskie.
- 1497 – przez Lwów ciągnęły na wyprawę mołdawską wojska Jana I Olbrachta, by ponieść klęskę bukowińską. wielki mistrz zakonu krzyżackiego – Jan von Tieffen podczas tej wyprawy zachorował na czerwonkę. Postanowił zawrócić i udał się do Lwowa, gdzie nie odzyskał już zdrowia i zmarł 25 sierpnia 1497
- 1509 – pod Lwowem stanęły oddziały hospodara mołdawskiego Bohdana III i podjęły ostrzał Lwowa
- czerwiec 1527 – wielki pożar, który strawił prawie wszystkie zabudowania w obrębie murów obronnych. Bogate miasto podniosło się z popiołów już w szacie renesansowej.
- wiek XVI-XVII – czasy wielkiego rozkwitu kultury artystycznej miasta, w którym stapiały się harmonijnie elementy sztuki zachodnioeuropejskiego renesansu, manieryzmu i baroku, z pierwiastkami bizantyjskimi, ormiańskimi i orientalnymi. Wspólnym dziełem polonizujących się Włochów, Niemców i Ormian, a także twórców rodzimych – polskich i ruskich Lwów wyrósł na jedną z najpierwszych stolic artystycznych Rzeczypospolitej. Wiek XVI pozostawił takie pomniki sztuki, jak Cerkiew Wołoska z Wieżą Korniaktów, przełom XVI/XVII wieku przyniósł kaplicę Boimów, kościoły i klasztory jezuitów i bernardynów, kamienice – Czarną i Królewską (Konstantego Korniakta) na Rynku, Arsenał Królewski.
- 1586 – powstała szkoła języka greckiego i ruskiego przy bractwie cerkiewnym.
- 1608 – rozszerzenie założonego w końcu XVI w. kolegium jezuickiego
- 1620 – po klęsce cecorskiej Stanisław Lubomirski bronił miasta przed Tatarami
- 1621 – w oparciu o Lwów podjęto wyprawę chocimską

### Powstanie Chmielnickiegoi obce najazdy
- 1648 – wiosną wybuchło powstanie kozackie pod przywództwem Bohdana Chmielnickiego. Najpierw działania zbrojne miały miejsce na Dzikich Polach, nad Dnieprem, później przeniosły się na Wołyń i Podole, a po wrześniowej klęsce „plugawieckiej” pod Piławcami ostatki wojsk Rzeczypospolitej oparły się dopiero we Lwowie, przygotowanym do obrony pod komendą Krzysztofa Arciszewskiego. Pod murami stanęły wojska kozackie i Tatarzy. Padł Wysoki Zamek, zdobyty przez kozaków dowodzonych przez Maksyma Krzywonosa (który według jednej z wersji jego śmierci został raniony podczas zdobywania Wysokiego Zamku przez jego obrońców i zmarł po kilku dniach[2]). Samo miasto obroniło się, jednak musiało zapłacić olbrzymi okup Chmielnickiemu, aby doprowadzić do zakończenia oblężenia w listopadzie 1648.
- 1655–1656 – od września do listopada 1655 Lwów ponownie obległ Bohdan Chmielnicki, wspomagany tym razem przez oddziały rosyjskie dowodzone przez Wasyla Buturlina. W tym samym czasie Koronę i Litwę zalewał potop szwedzki. Do ostatniego, oprócz dalekiego Gdańska, nie zdobytego przez obce potencje miasta przybył w początkach 1656 powracający ze Śląska do kraju król Jan II Kazimierz. Tu 1 kwietnia 1656 przed cudownym obrazem Matki Boskiej Łaskawej złożył swoje śluby lwowskie, w których zobowiązał się m.in. polepszyć byt chłopstwa i mieszczan walczących ze szwedzką armią. Ostatecznie postanowienia nie zostały zrealizowane ze względu na sprzeciw szlachty.
- 1657 – w lutym 1657 próbował zdobyć Lwów kolejny najeźdźca, książę siedmiogrodzki Jerzy II Rakoczy, rozbity jednak przez hetmana polnego koronnego Jerzego Sebastiana Lubomirskiego.
- 1658 – zasługi miasta dla Rzeczypospolitej uhonorowane zostały nobilitacją Lwowa, którego obywatele mogli od tej pory posiadać i dziedziczyć dobra ziemskie, wysyłać posłów, tak jak Kraków, Wilno, Gdańsk i Toruń na sejmy walne i elekcje.
- 1661 – król Jan II Kazimierz podniósł do godności Akademii lwowskie kolegium jezuickie. Uczelnia do rozbiorów wegetowała, zwalczana przez Akademię Krakowską i Akademię Zamoyską.
- 1672 – wojna polsko-turecka. Po kapitulacji Kamieńca Podolskiego armia Imperium Osmańskiego sułtana Mehmeda IV stanęła u wrót Lwowa bronionego pod dowództwem Eliasza Łąckiego. Oblężenie miasta trwało od 20 września do 6 października. Zawarto upokarzający Polskę pokój w Buczaczu, choć Turcy, posiłkowani przez wojska kozackie hetmana Petra Doroszenki, miasta i tym razem nie zdobyli.
- 1673 – w kamienicy arcybiskupiej w rynku umarł król Michał Korybut Wiśniowiecki.
- 24 sierpnia 1675 – bitwa pod Lwowem. Jan III Sobieski pokonał Tatarów na trakcie gliniańskim. Wydarzenie upamiętnione w nazwie dzielnicy Lwowa – Zniesienie
- 1695 – po raz ostatni Tatarzy zagrozili miastu, rozbici przez hetmana wielkiego koronnego Stanisława Jabłonowskiego, którego lwowianie uczcili potem pięknym pomnikiem. Na cześć tego hetmana jedną z głównych ulic Lwowa nazwano w XIX wieku Wałami Hetmańskimi.

### Okres upadkuRzeczypospolitej
- 1704 – (w trakcie wojny domowej w Rzeczypospolitej 1704–1706) oblężenie i zajęcie 6 września 1704 miasta przez Szwedów (dowodzonych przez króla Szwecji Karola XII), wspierających wybranego 12 lipca 1704 przez sejm elekcyjny na króla Polski Stanisława Leszczyńskiego (urodzonego 20 października 1677 we Lwowie). Miasto wykupuje się sumą 130 tysięcy talarów kontrybucji[3].
- 1704–1765 – Saskie zapusty przyniosły spokój, powolną odbudowę, ożywienie gospodarcze (słynne kontrakty lwowskie); ufundowano wiele kościołów: dominikanów, trynitarzy, paulinów, rokokową greckokatolicką archikatedrę pod wezwaniem św. Jura (św. Jerzego). W mieście mnichów odbyły się dwie koronacje cudownych wizerunków Matki Boskiej u dominikanów w 1751, a ćwierć wieku później w katedrze łacińskiej. Wreszcie w 1759 Papież Klemens XIII nadał akademii prawa uniwersyteckie. Połowa stulecia XVIII to okres ponownego przodowania Lwowa w sferze sztuki. Rozkwitała architektura sakralna w dziełach Jana de Witte i Bernarda Meretyna. Lwowska rzeźba rokokowa to zbiorowe dzieło Obrockiego, Osińskiego, Polejowskich, Pinsla, Fesingerów, warto też wspomnieć o monumentalnych polichromiach kościelnych np. Benedykta Mazurkiewicza u bernardynów.
- 1744 – z fundacji Fr. Jana Zawadzkiego, łowczego kijowskiego powstał szpital SS. Miłosierdzia pod wezwaniem św. Wincentego à Paulo, który w 1880 przeniesiono do nowego gmachu przy ul. Teatyńskiej
- 1762 – z fundacji ks. St. Głowińskiego, biskupa-sufragana lwowskiego został założony szpital powszechny
- 1768 – w lutym 1768 w podolskim Barze zawiązana zostaje konfederacja barska. We Lwowie pojawiają się wojska rosyjskie tłumiące konfederację[4].

## Wzaborze austriackim(1772–1918)

### Okresgermanizacjii prześladowań
- 1772 – 5 sierpnia 1772 została zawarta w Sankt Petersburgu konwencja rozbiorowa. Lwów przeszedł pod panowanie Habsburgów. We wrześniu oddziały austriackie dowodzone przez feldmarszałka Esterházyego zajęły Lwów, który ogłoszono stolicą tzw. Królestwa Galicji i Lodomerii. Na miejsce polskiej Akademii zostaje powołana niemiecka uczelnia wyższa.
- 1777 – zarządzenie zburzenia dawnych murów miejskich z bramami i basztami. Likwidacja 18 kościołów rzymskokatolickich, 3 kościołów ormiańsko-katolickich i 7 greckokatolickich, kasata klasztorów (ich pomieszczenia przeznaczono na cele świeckie, zaś majątki wcielono do funduszu religijnego).
- 1780 – nadanie miastu nowego statutu, w którym uregulowano strukturę jego władz, na czele których stał odtąd prezydent miasta.
- 1784 – wprowadzenie niemieckiego uniwersytetu i gimnazjum w miejsce łacińskich kolegiów jezuitów i pijarów. Założenie biblioteki uniwersyteckiej (powstała z daru Garellich, lekarzy cesarskich, i biblioteki dawnej polskiej akademii jezuickiej, oraz różnych prywatnych zbiorów).
- 1785 – wprowadzenie niemieckiego sądownictwa zamiast polskich sądów ziemskich i grodzkich, wprowadzenie języka niemieckiego jako urzędowego w szkolnictwie, magistracie i życiu publicznym.
- 1789 – założenie szpitala garnizonowego w dawnym klasztorze OO. Bonifratrów.
- 1792 – założenie przez polskiego patriotę, greckokatolickiego księdza Michała Harasiewicza, Towarzystwa Patriotycznego Polityków, pozostające w ścisłym związku z insurekcją kościuszkowską. Młodzież spieszy pod sztandary Kościuszki, a później do Legionów generała Dąbrowskiego
- 1794 – fundacja cesarza Józefa II dla zniemczonego uniwersytetu
- 1795 – założenie polskiego teatru pod dyrekcją Jana Nepomucena Kamińskiego
- 1809 – wkroczenie wojsk polskich Księstwa Warszawskiego pod wodzą księcia Józefa Poniatowskiego i krótkotrwałe (24 dni czerwca) rządy polskie. Wyparte przez wojska rosyjskie, które pozostały we Lwowie do końca roku
- 1811 – założenie Gazety Lwowskiej.
- 1815 – po kongresie wiedeńskim – era Klemensa Metternicha, wzrost prześladowań polskości
- 4 czerwca 1817 – Cesarz Franciszek II zatwierdził statut Fundacji Ossolineum założonej we Lwowie przez hrabiego Józefa Maksymiliana Ossolińskiego.
- 1830 – klęska głodu, następnie epidemia cholery w 1831
- 1831 – wielu młodych ludzi ze Lwowa przekradło się przez granicę, by wspomóc powstańców listopadowych w Królestwie Polskim. Lwów staje się siedzibą konspiracji niepodległościowej. Powstają liczne loże masońskie, w tajnej drukarni Ossolineum drukowane są utwory rewolucyjne najwybitniejszych twórców narodowych.
- 1836 założenie parku na Wysokim Zamku.
- 1837–1842 – budowa Teatru Skarbkowskiego z fundacji hr. Stanisława Skarbka, w którym wystawiano początkowo sztuki głównie w języku niemieckim, zaś od 1872, po upadku sceny niemieckiej i objęciu w 1875 dyrekcji przez Jana Dobrzańskiego grywane są w nim głównie sztuki polskie – przede wszystkim Aleksandra Fredry i Józefa Korzeniowskiego.
- 1842–1844 – budowa gmachu uniwersytetu przy ul. św. Mikołaja.
- 1844 – założenie Akademii Technicznej, zreorganizowanej w 1877 na Politechnikę Lwowską.
- 1846 – Ruch konspiracyjny, jaki przed 1846 próbowali rozniecić w Galicji emisariusze demokratycznej emigracji paryskiej wywołał odzew we Lwowie. Jego przywódców: Teofila Wiśniowskiego i Józefa Kapuścińskiego powieszono 31 lipca 1847 na tzw. Górze Hyclowskiej, zwanej odtąd przez lwowian Górą Stracenia.
- 2 listopada 1848 – Wiosna Ludów – wydarzenia rewolucyjne we Lwowie. Zbombardowanie centrum miasta przez wojska austriackie, spalenie m.in. biblioteki uniwersyteckiej, kościoła Trynitarzy, siedziby szkoły technicznej.
- 1849 – przemarsz przez Lwów wojsk rosyjskich udających się na Węgry w celu stłumienia powstania węgierskiego. Epidemia cholery.
- 1850 – linia kolejowa do Czerniowiec, w roku następnym początek budowy dworca kolei wiedeńskiej
- 1853 – 30 marca w oknie wystawowym apteki Pod Złotą Gwiazdą, należącej do Piotra Mikolascha (1805–1873), przy ul. Szerokiej (dzisiaj ul. Kopernika, 1) w lampie skonstruowanej przez blacharza Adama Bratkowskiego zapłonął destylat ropy naftowej, wynaleziony przez lwowskich aptekarzy: magistra farmacji Jana Zeha (który 2 grudnia 1853 w Wiedniu uzyskał patent) i Ignacego Łukasiewicza. 31 lipca tego roku w lwowskim szpitalu na Łyczakowie lekarz Zaorski przeprowadził pierwszą w świecie operację przy świetle lampy naftowej.
- 1855 – kolejna epidemia cholery.
- 1855 – założenie parku Kościuszki (Ogrodu Jezuickiego).
- 1856 – zamknięcie Cmentarza Żółkiewskiego na przedmieściach miasta
- 1858 – gazownia miejska, założenie oświetlenia gazowego ulic.
- 14 maja 1863 – początek jednej z największych wypraw powstańczych lwowian do Królestwa, pod wodzą mjr. Jana Żalplachty Zapałowicza

### Lwów w dobieautonomii galicyjskiej

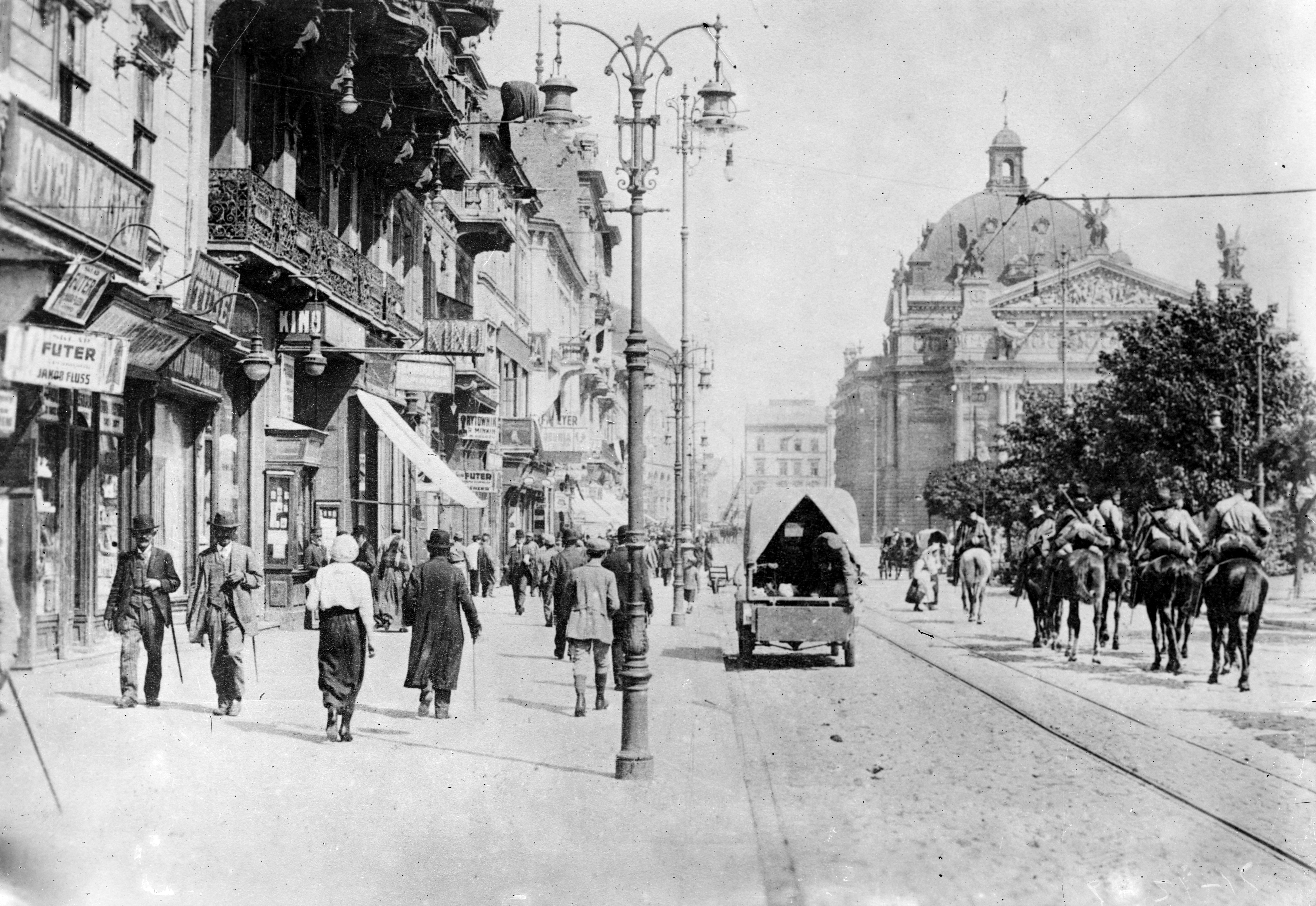
Wały Hetmańskie, Lwów na początku XX wieku

- 1867–1918 – autonomia Galicji, szerokie uprawnienia samorządowe, stopniowa i coraz szersza polonizacja administracji, szkolnictwa, kultury.
- 1864 – otwarcie pierwszej linii kolejowej łączącej Lwów z Krakowem
- 1865 – uruchomienie kolejnej linii kolejowej do Czerniowiec, w 1869 do Brodów. Lwów staje się znaczącym węzłem kolejowym.
- 7 lutego 1867 – założenie Towarzystwa Gimnastycznego „Sokół”
- 1868 – powstała „Galicyjska Rada Szkolna Krajowa”, w 1871 Lwowska „Rada Szkolna Okręgowa”
- 1868–1882 – odniemczanie Uniwersytetu, stopniowe wprowadzanie języka polskiego jako wykładowego, w 1894 utworzenie wydziału lekarskiego
- 1869 – usypanie Kopca Unii Lubelskiej w 300 rocznicę unii lubelskiej (z inicjatywy Franciszka Smolki)
- 1871 – nowy podział miasta na cztery dzielnice (których liczba w miarę rozwoju powiększyła się do sześciu), nadanie ulicom i placom nowych nazw
- 1872 – utworzenie przy magistracie służby zdrowia, której zadaniem było czuwanie nad zdrowotnością miasta i przeciwdziałanie chorobom zakaźnym
- 1875 – zamknięcie Cmentarza Gródeckiego w pobliżu miasta
- 1873–1877 – budowa gmachu głównego Politechniki (arch. Julian Zachariewicz)
- 1877–1881 – budowa gmachu Sejmu Krajowego (od 1920 gmach główny Uniwersytetu Jana Kazimierza) (arch. Julian Zachariewicz)
- 1877 – Wystawa rolniczo-przemysłowa urządzona w ogrodzie pałacu Jabłonowskich staraniem hr. Włodzimierza Dzieduszyckiego
- 1879 – uruchomienie tramwaju konnego
- 1880 – założenie konserwatorium muzycznego
- 1880 – założenie Muzeum Przyrodniczego im. Dzieduszyckich
- 1882 – założenie Parku Stryjskiego (im. Kilińskiego)
- 1883 – powstaje Cmentarz Janowski
- 1883–1892 – główne prace przy zasklepieniu Pełtwi (rozpoczęte w 1841), utworzenie placu Mariackiego. Zakończenie prac w 1905
- 1885 – linia telefoniczna łączy Lwów z Wiedniem i Krakowem
- 1886 – grono lekarzy otwiera pierwszą poliklinikę
- 1891 – stulecie Konstytucji 3 maja – utworzenie Towarzystwa Szkoły Ludowej, aktywizacja życia konspiracyjnego zarówno wśród starszego społeczeństwa („Liga Polska”), jak zwłaszcza wśród młodzieży („Związek Młodzieży Polskiej”), powstanie licznych kółek socjalistycznych i postępowych
- 1892 – Adam Chmielowski przejmuje od władz miasta schroniska dla mężczyzn i kobiet, które od tej pory prowadzą bracia albertyni i siostry albertynki[5]
- 1893 – powstaje Lwowskie Towarzystwo Ratunkowe (mieszczące się w gmachu Strażnicy pożarnej miejskiej), które zajmowało się nagłymi wypadkami chorób lub nieszczęść; zostaje zamknięty Cmentarz Stryjski
- 1894 – Powszechna Wystawa Krajowa we Lwowie
- 5 czerwca 1894 – otwarcie Panoramy Racławickiej z okazji 100-lecia insurekcji kościuszkowskiej.
- od 1894 – największy rozwój miasta – podwojenie liczby mieszkańców, powstanie nowych dzielnic i ulic o kilkudziesięciu kamienicach (wówczas powstają ulice: Sapiehy, 29 Listopada, Potockiego i ich przecznice, cała niemal dzielnica Halicka, wiele ulic na Łyczakowie i Żółkiewskim), powstały dzielnice willowe i mnóstwo nowych budynków publicznych.
- 1894 – uruchomienie tramwaju elektrycznego
- 1897–1900 – budowa okazałego gmachu nowego teatru miejskiego (arch. Zygmunt Gorgolewski)
- 1898 – odsłonięcie pomnika króla Jana III Sobieskiego dłuta Tadeusza Barącza (inne pomniki lwowskie: w 1901 Kornela Ujejskiego, 1904 – Adama Mickiewicza dłuta Antoniego Popiela, 1897 – Aleksandra Fredry dłuta Leonarda Marconiego, 1895 – Jana Kilińskiego, Bartosza Głowackiego, oba dłuta Juliana Markowskiego, 1906 – Teofila Wiśniowskiego i Józefa Kapuścińskiego, 1901 Agenora Gołuchowskiego dłuta Cypriana Godebskiego, 1917 Franciszka Smolki dłuta T. Błotnickiego)
- 1897 – założenie Lwowskiej Galerii Obrazów, przekształconej w 1905 w Galerię Narodową
- 1899–1901 – budowa wodociągu miejskiego, sprowadzającego wodę ze stawów i źródeł Wereszycy w Woli Dobrostańskiej, oddalonej od miasta o 30 km
- 1899 – założenie Uniwersytetu ludowego im. A. Mickiewicza
- 1901 – uruchomienie elektrowni miejskiej
- 1901 – założenie przez prof. Balzera Towarzystwa dla popierania nauki polskiej we Lwowie (od 1920 – Towarzystwo Naukowe)
- 1904 – nowy gmach dla biblioteki uniwersyteckiej (z magazynem konstrukcji żelazo-betonowej)
- 1904 – budowa nowoczesnej kanalizacji. Długość sieci kanalizacyjnej wynosiła w 1870 15 km, w 1903 blisko 54 km, w 1910 zaś blisko 82 km
- 1904 – budowa nowego gmachu dworca głównego (arch. W. Sadłowski)
- 1907 – zaognienie konfliktu polsko-ukraińskiego, manifestacje ukraińskie na Uniwersytecie, z żądaniem powołania uniwersytetu z ukraińskim językiem wykładowym
- 1908 – ukraiński student Myrosław Siczynski zastrzelił namiestnika hr. Andrzeja Potockiego
- 1908 – Józef Piłsudski zawiązał we Lwowie zaczątek tajnej organizacji wojskowej (Związek Walki Czynnej), która w 1910 ujawniła się jako Związek Strzelecki.
- 1908 – Wawrzyniec Dayczak założył Drużyny Bartoszowe, powstanie i rozwój innych tajnych wojskowych organizacji niepodległościowych
- 1908 – założenie Muzeum Narodowego im. Króla Jana III i muzeum historycznego
- 1909 – spośród młodzieży niepodległościowej wyszła inicjatywa założenia podobnej organizacji, która wystąpiła w 1911 na zewnątrz pod nazwą Drużyn Strzeleckich
- 1911 – Andrzej Małkowski założył pierwsze na ziemiach polskich organizacje skautowskie wśród młodzieży gimnazjalnej
- 1912 – założenie ukraińskiego Muzeum Narodowego, muzeum Towarzystwa Naukowego im. Szewczenki i Stauropigii
- 1912–1913 – wojny bałkańskie, wstrzymanie rozwoju Lwowa
- 1 sierpnia 1914 – wybuch I wojny światowej
- 3 września/4 września 1914 – zajęcie Lwowa przez wojska rosyjskie (wojska austriackie wycofały się w nocy z 2 na 3 września). Okupacja miasta przez Rosjan do 20 czerwca 1915 – dwa dni później do miasta wkroczyli Austriacy. Ogromne zasługi dla miasta w tym okresie położył dr Tadeusz Rutowski, wiceprezydent Lwowa
- 9 lutego 1918 – 3 marca 1918 Cesarstwo Niemieckie i Austro-Węgry zawarły w Brześciu pokój z Ukraińską Republiką Ludową, uznali jej istnienie i przyznali jej całą Chełmszczyznę, a także przyrzekli wyodrębnienie Galicji Wschodniej jako odrębnego kraju koronnego Austro-Węgier. 3 marca 1918 został zawarty został traktat pokojowy Państw Centralnych z Rosją Sowiecką. Burzliwe protesty społeczeństwa Lwowa przeciw postanowieniom obu traktatów.

## Wojna polsko-ukraińska (1918–1919)
- 1 listopada – proklamowanie we Lwowie przez polityków ukraińskich Zachodnioukraińskiej Republiki Ludowej, przejęcie władzy z rąk austriackiego namiestnika i zajęcie miasta przez oddziały armii austro-węgierskiej złożone z Ukraińców. Zbrojna kontrakcja polskiej ludności miasta.
- 1 listopada – 22 listopada 1918 – walki między Polakami i Ukraińcami w czasie wojny polsko-ukraińskiej, wygrane przez Polaków. Ogromny wysiłek polskich dzieci i młodzieży lwowskiej („Orlęta lwowskie”), która broniła miasta przed ukraińskim wojskiem (Strzelcy Siczowi), m.in. na terenie Cmentarza Łyczakowskiego. Próby opanowania Lwowa przez Ukraińską Armię Halicką trwały do czerwca 1919, ostatecznie wojska ukraińskie zostały odparte przez przybywające z odsieczą wojska polskie za rzekę Zbrucz. Rząd ZURL pod przewodnictwem Jewhena Petruszewycza przeniósł się do Wiednia, gdzie kontynuował działalność dyplomatyczną i polityczną, próbując uzyskać międzynarodowe poparcie dla niepodległości Ukrainy.
- 21–23 listopada 1918 – dokonany tuż po wycofaniu się Ukraińców z miasta pogrom lwowski w dzielnicy żydowskiej. Zginęło ok. 76 Żydów, wielu pobito. Rozbito i zrabowano wiele żydowskich sklepów, mieszkań i bożnic.

## II Rzeczpospolita(1919–1939)
- 25 czerwca 1919 – paryska konferencja pokojowa zatwierdziła administrację tymczasową Polski na terytorium Galicji Wschodniej.
- 1920 – wojna polsko-bolszewicka, 17 sierpnia 1920 skuteczna obrona Lwowa przed Armią Konną Budionnego. Budionny zrezygnował z atakowania Lwowa po przegranej bitwie pod Zadwórzem (z 330 osobowego ochotniczego oddziału orląt zginęło 318 obrońców) i rozkazie marszu do uczestnictwa w Bitwie Warszawskiej.
- 22 listopada 1920 – odznaczenie miasta Orderem Virtuti Militari przez Naczelnika Państwa Józefa Piłsudskiego.
- 23 grudnia 1920[6] – Lwów zostaje stolicą województwa lwowskiego II Rzeczypospolitej. Jest jednym z sześciu najważniejszych ośrodków miejskich w kraju (pod względem liczby ludności trzecim po Warszawie i Łodzi). Swą siedzibę mają tu też trzy metropolie katolickie (rzymskokatolicka, greckokatolicka i ormiańskokatolicka). Prestiż miasta w okresie II Rzeczypospolitej podnosił fakt, że było ono dużym garnizonem wojskowym. W okresie międzywojennym w garnizonie Lwów stacjonowało m.in. Dowództwo 5 Dywizji Piechoty oraz 19 pułk piechoty Odsieczy Lwowa i 40 pułk piechoty Dzieci Lwowskich, a także 14 pułk Ułanów Jazłowieckich, 5 Lwowski pułk artylerii lekkiej, 6 pułk artylerii ciężkiej Obrońców Lwowa i 6 pułk lotniczy. Swoją siedzibę miał tu też Korpus Kadetów nr 1 im. Marszałka Józefa Piłsudskiego.

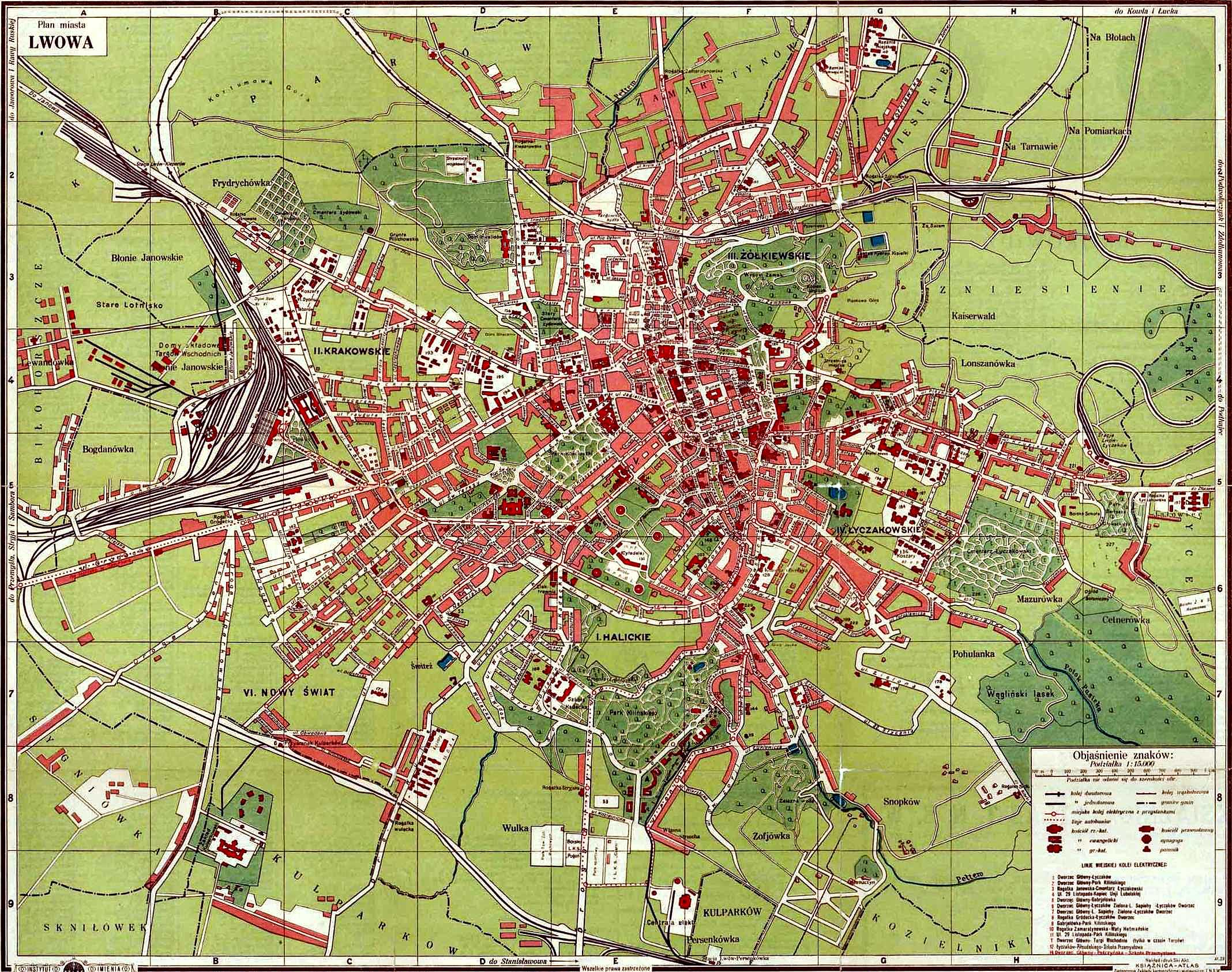
Lwów, plan miasta, 1923

Herb Lwowa w okresie II Rzeczypospolitej

- 1921 – otwarcie Targów Wschodnich, odbywających się corocznie (do 1939 włącznie), w dniach od 5 do 15 września
- 25 września 1921 – nieudany zamach Ukraińskiej Organizacji Wojskowej (UWO) na Józefa Piłsudskiego
- 15 marca 1923 – Rada Ambasadorów potwierdza ostatecznie przynależność terytorium Galicji Wschodniej ze Lwowem do Polski, ale z zastrzeżeniem, że Polska ma obowiązek zapewnić autonomię dla Ukraińców zamieszkujących ten obszar[7]. Rząd Zachodnioukraińskiej Republiki Ludowej, działający na emigracji w Wiedniu, uznał tę decyzję i rozwiązał się, co oznaczało akceptację inkorporacji tych ziem do Polski. 26 września 1922 roku polski Sejm uchwalił ustawę „o zasadach powszechnego samorządu wojewódzkiego, a w szczególności województw lwowskiego, tarnopolskiego i stanisławowskiego”, ale nigdy nie została ona wprowadzona w życie[8]. Zamiast tego, polityka państwa zmierzała w kierunku przymusowej polonizacji, co doprowadziło do pogorszenia relacji z umiarkowanymi Ukraińcami, którzy mogli stanowić naturalnych sojuszników Polski, i ułatwiło działalność antypolską ze strony ZSRR oraz ukraińskich organizacji nacjonalistycznych, takich jak UWO i OUN, które dopuszczały się aktów terrorystycznych i dywersji. Brak autonomii dla Ukraińców sprawił, że Polska nie mogła liczyć na pełne poparcie Zachodu w kwestii Lwowa i Galicji Wschodniej. Państwa zachodnie nie blokowały polonizacji, ale nie chciały udzielać Polsce bezwarunkowego poparcia w konfrontacji z ZSRR i ukraińskimi nacjonalistami, widząc brak woli rozwiązania kwestii ukraińskiej.
- 1926 – Ukraińska Organizacja Wojskowa dokonuje we Lwowie zamachu na kuratora lwowskiego okręgu szkolnego, Stanisława Sobińskiego
- 1929 – we Lwowie, który jest stolicą województwa lwowskiego, działają 4 wyższe uczelnie, 15 gimnazjów państwowych (w tym dwa z ukraińskim językiem nauczania), 16 gimnazjów prywatnych (w tym dwa żydowskie i jedno niemieckie), 8 seminariów nauczycielskich, 45 szkół podstawowych miejskich i 23 prywatne
- 2–12 czerwca 1929 – zamieszki na tle antysemickim i antyrządowym („klocjada”)
- 15 stycznia 1930 – rozpoczęcie działalności rozgłośni lwowskiej Polskiego Radia
- listopad 1932 – rozruchy antyżydowskie; poszkodowanych jest kilkaset osób[9]
- 1932 – proces sądowy Rity Gorgonowej, który przykuł uwagę opinii publicznej w całym kraju[10]
- 1932 – pierwsza audycja telewizyjna we Lwowie
- 16 lipca 1933 – pierwsza audycja Wesołej Lwowskiej Fali
- 1934 – otwarcie Cmentarza Obrońców Lwowa
- 25 lipca 1934 – w zamachu przeprowadzonym przez Organizację Ukraińskich Nacjonalistów (OUN) zginął Iwan Babij, dyrektor ukraińskiego gimnazjum akademickiego, zwolennik porozumienia polsko-ukraińskiego i autonomii dla Galicji Wschodniej. Zabójstwo to potępił w specjalnym liście pasterskim zaprzyjaźniony z zamordowanym arcybiskup metropolita lwowski obrządku greckokatolickiego Andrzej Szeptycki[11].
- pięciolecie 1934–1939 (za kadencji ostatniej pełnej przedwojennej Rady Miasta Lwowa, wybranej w pierwszych od 1913 wyborach) wybudowano 5294 mieszkania, 4 kościoły, 8 szkół, 5 szpitali oraz wiele innych obiektów. Zrekonstruowano 1810 domów, odnowiono 5975 fasad. Wartość robót budowlanych wynosiła ok. 30 milionów złotych (około 6 milionów ówczesnych dolarów amerykańskich). W budownictwie zbiorowym wyróżniało się Towarzystwo Osiedli Robotniczych budową nowoczesnego osiedla na Sygniówce, Osiedla na Żelaznej Wodzie i Kolonii Profesorskiej. Wybudowano szereg gmachów publicznych: budynek Miejskich Zakładów Energetycznych, budynek Ubezpieczalni Społecznej, dom pracowników gminnych, gmach Związku Zawodowego Kolejarzy, krytą pływalnię, 7 klasową szkołę na Bogdanówce i 14 oddziałową na Zamarstynowie. Przystąpiono do budowy gmachu Towarzystwa Historycznego oraz gmachu Wydziału Mechanicznego Politechniki. Zbudowano baraki dla bezdomnych, strażnice przeciwpożarowe, nowoczesny pawilon w zakładzie dla nieuleczalnie chorych, rozbudowano 5 szkół oraz l przedszkole. Wybudowano pływalnię na Zamarstynowie. Zmodernizowano Rzeźnię Miejską. Wybudowano nowe wieże chłodnicze w elektrowni, nowe zbiorniki wody oraz kilka stacji pomp, domy mieszkalne dla pracowników Zakładów Wodociągowo-Kanalizacyjnych, zbiorniki gazolu w Gazowni Miejskiej oraz garaże samochodowe w Zakładzie Oczyszczenia Miasta. Rozpoczęto budowę nowej zajezdni tramwajowej. Na wzór Paryża przystąpiono do budowy arterii obwodowych o promieniu 4 km od śródmieścia. Przebudowano ok. 35% ulic, prowadzono inwestycje w urządzeniach użyteczności publicznej: kanałach, wodociągach, sieci gazowej i elektrycznej, torowiskach tramwajowych.
- 1934–1935 – we Lwowie działały cztery wyższe uczelnie (w roku akademickim 1934–1935 zatrudnionych w nich było 169 profesorów, 176 samodzielnych pracowników nauki i 478 pomocniczych. Pod względem liczebności kadra naukowa Lwowa ustępowała jedynie Warszawie):
  - Uniwersytet Jana Kazimierza,
  - Politechnika Lwowska, której rolniczo-leśnym wydziałem stała się dawna Akademia Rolnicza w Dublanach,
  - Akademia Medycyny Weterynaryjnej
  - Wyższa Szkoła Handlu Zagranicznego, później Akademia Handlu Zagranicznego.
- grudzień 1935 – jako pierwsze w kraju, władze Politechniki Lwowskiej wprowadziły na wydziałach inżynierii i mechanicznym tzw. getto ławkowe, czyli oddzielne miejsce siedzenia dla studentów chrześcijan i Żydów[12].
- 1936 – demonstracje bezrobotnych, w których ginie ukraiński robotnik Władysław Kozak. Podczas jego pogrzebu wybuchły kolejne zamieszki, w efekcie których zginęło 48 osób[13]
- 1936 – lewicowy kongres pracowników kultury
- W maju 1939 odbyły się wybory do Rady Miasta Lwowa[14].
- 1939 – 1 września bombardowanie miasta przez Luftwaffe. Od 12 do 22 września obrona Lwowa przed Niemcami[15].

## II wojna światowa

### Pierwsza okupacja sowiecka (1939–1941)
Zgodnie z tajnym protokołem dodatkowym do paktu Ribbentrop-Mołotow z 23/24 sierpnia 1939 po agresji III Rzeszy i ZSRR na Polskę, Lwów został po kapitulacji 23 września 1939 okupowany przez Armię Czerwoną. 22 września 1939 dowódca obrony Lwowa gen. Władysław Langner podpisał z dowództwem sowieckim kapitulację, przewidującą m.in. bezpieczny wymarsz żołnierzy wojska polskiego (w tym oficerów) i policji w kierunku granicy z Rumunią, po uprzednim złożeniu broni – umowę tę strona sowiecka złamała po złożeniu broni aresztując wszystkich i wywożąc ich w głąb ZSRR. Oficerowie uczestniczący w obronie Lwowa byli przetrzymywani w obozie w Starobielsku, a następnie w przeważającej większości zostali zamordowani przez NKWD w Charkowie i pochowani w dołach śmierci w Piatichatkach. Bezpośrednio po rozpoczęciu okupacji Lwowa rozpoczęły się aresztowania przez NKWD wybitnych obywateli miasta, z prezydentem miasta dr Stanisławem Ostrowskim na czele. Policjanci lwowscy zostali wymordowani ogniem z broni maszynowej za rogatkami miasta na szosie na Winniki.
- od 23 września 1939 do 29 czerwca 1941 – na mocy paktu Ribbentrop-Mołotow pod okupacją radziecką, włączony do Ukraińskiej Socjalistycznej Republiki Radzieckiej, w środowisku polskich komunistów działają tu m.in. Wanda Wasilewska, Władysław Broniewski, Aleksander Wat i Halina Górska. Wasilewska zostaje deputowaną do Rady Najwyższej. Powstaje polskojęzyczne pismo „Czerwony Sztandar”.
- 22 października 1939 – wybory do Zgromadzenia Narodowego Ukrainy Zachodniej
- 26–28 października 1939 – w gmachu Teatru Wielkiego obradowało Zgromadzenie Narodowe Ukrainy Zachodniej, które przegłosowało rezolucję w sprawie przyłączenia Ukrainy Zachodniej do Ukraińskiej SRR.
- 9 i 10 grudnia 1939 NKWD aresztowało około 2 tysięcy zarejestrowanych oficerów Wojska Polskiego. Osadzono ich w poklasztornym więzieniu przy ul. Kazimierzowskiej – tzw. Brygidkach, a następnie wywieziono w głąb ZSRR.
- 21 grudnia 1939 – unieważnienie polskiego złotego jako formalnej waluty, z wymianą do 250 zł na osobę pracującą. W nocy z 23 na 24 grudnia 1939 wprowadzono we Lwowie czas moskiewski, zaś na początku 1940 wprowadzono sowiecki kalendarz, kasując wszystkie dotychczasowe święta i wprowadzając podział roku na sześciodniówki (wolne od pracy były 6, 12, 18, 24 i 30 dni miesiąca). Rozpoczęto deportacje rodzin wojskowych, policjantów, urzędników państwowych i samorządowych.
- noce: 9/10 lutego, 12/13 kwietnia, 28/29 czerwca 1940 i 21/22 maja 1941 – wielkie deportacje polskiej ludności na Syberię oraz do Kazachstanu
- marzec 1940 – akcja wydawania paszportów sowieckich dla wszystkich mieszkańców Lwowa. Paragraf 11 wstemplowany w paszporcie osobom niepożądanym, w tym prawie wszystkim bieżeńcom – uciekinierom spod okupacji niemieckiej, oznaczał nakaz opuszczenia dotychczasowego miejsca zamieszkania i zakaz przebywania w promieniu 100 km od Lwowa. Polacy stawali się obywatelami sowieckimi, ze wszystkimi tego aktu konsekwencjami, włącznie z poborem do Armii Czerwonej.
- 25 kwietnia 1940 – Prowokacja NKWD przedstawiona jako nieudany zamach polskich konspiratorów na Wandę Wasilewską, w istocie zaplanowane dla zastraszenia zabójstwo jej męża, Bogatko.
- 25–28 czerwca 1941 – krwawa masakra w lwowskich więzieniach dokonana przez wycofujących się z miasta Sowietów. Funkcjonariusze NKWD i NKGB w okrutny sposób zamordowali od 3,5 do 7 tys. więźniów politycznych, głównie Polaków i Ukraińców, których przetrzymywano na „Brygidkach”, w więzieniu przy ul. Łąckiego, w więzieniu na Zamarstynowie, a także w ich filiach[17][18]. Po wymordowaniu więźniów Sowieci w pośpiechu opuścili Lwów. Po wkroczeniu do Lwowa, Niemcy i współpracujący z nimi Ukraińcy zmusili lwowskich Żydów do wydobywania ze stosów zwłok rozkładających się z powodu panujących upałów[19].

### Okupacja niemiecka (1941–1944)
- 29 czerwca 1941 – zajęcie Lwowa przez Wehrmacht. Okupacja niemiecka trwała do 23 lipca 1944.
- 30 czerwca do 2 lipca 1941 – o godz. 4.30 rano, siedem godzin przed zajęciem miasta przez 1 dywizję strzelców górskich Wehrmachtu, wkroczył do miasta złożony z Ukraińców batalion Nachtigall; o godzinie 20:00 ukraińscy nacjonaliści ogłosili Akt odnowienia Państwa Ukraińskiego oraz powstanie tzw. rządu Jarosława Stećki; rozpoczął się pogrom Żydów lwowskich.
- W nocy z 3/4 lipca 1941 – Einsatzkommando zur besonderen Verwendung, specjalna jednostka policyjna Sicherheitsdienst – policji bezpieczeństwa III Rzeszy rozstrzelało profesorów wyższych uczelni Lwowa i członków ich rodzin na Wzgórzach Wuleckich.
- 25 lipca zamordowany został Kazimierz Bartel, b. premier rządu RP
- 25–27 lipca Dni Petlury, czyli drugi pogrom Żydów przez nacjonalistów ukraińskich
- 1 sierpnia 1941 Adolf Hitler utworzył Distrikt Galizien jako część Generalnego Gubernatorstwa. Gubernatorem dystryktu został dr Karl Lasch (1904–1942), zaś po jego aresztowaniu z powodu korupcji i rozstrzelaniu, SS-Gruppenführer Otto Wächter. W przeddzień uroczystej proklamacji przyłączenia Lwowa do GG hitlerowcy spalili prawie wszystkie lwowskie synagogi i bożnice, w tym zabytkową renesansową synagogę Złotej Róży.
- W sierpniu 1941 niemieckie władze okupacyjne nakazały osiedlenie się wszystkich Żydów w wyodrębnionym i oddzielonym od reszty Lwowa getcie, położonym w dzielnicy Żółkiewskiej, na Zamarstynowie. Oprócz tego przy ulicy Janowskiej utworzono obóz zagłady, przeznaczony głównie dla Żydów. Zagłada Żydów nastąpiło jesienią 1942, kiedy władze III Rzeszy zlikwidowały getto, a służby policyjne okupanta niemieckiego zabiły na miejscu lub deportowały do obozów zagłady, głównie w obozie zagłady w Bełżcu, prawie całą ludność żydowską (ponad 100 tys. osób).
- 1943 – płk Ludwik Czyżewski odtwarza struktury Okręgu Lwów Armii Krajowej, rozbite w grudniu 1942 przez Gestapo[20].

- 1943 – nasilenie bandyckich napadów i pojedynczych egzekucji przeprowadzanych przez Ukraińców na miejscowych Polakach w mieście (m.in. zabójstwo prof. Bolesława Jałowego[21]). Kolejne interwencje u greckokatolickiego metropolity Andrzeja Szeptyckiego o wystosowanie przez niego listu pasterskiego o zaprzestanie mordów na niewinnej ludności polskiej – prośby początkowo pozostały bez odzewu[22].
- 23–27 lipca 1944 – akcja „Burza”.

### Druga okupacja sowiecka (1944–1945)
- 27/28 lipca 1944 – wkroczenie Armii Czerwonej do Lwowa
- po 22 lipca 1944 i akcji „Burza” we Lwowie masowe aresztowania przez NKWD i Smiersz władz Polski Podziemnej, dowództwa i żołnierzy Armii Krajowej, kolejna fala represji wobec inteligencji polskiej
- 1 i 2 listopada 1944 roku na Cmentarzu Łyczakowskim we Lwowie miały miejsce obchody Wszystkich Świętych i Dnia Zadusznego, które przerodziły się w wielką manifestację patriotyczną i według szacunków radzieckich zgromadziły około 6 tysięcy uczestników. Zebrani śpiewali hymn Polski i inne pieśni patriotyczne oraz wznosili okrzyki: „Niech żyje Polska!”, „Niech żyje Armia Krajowa!”, „Śmierć bolszewikom!” itp. Na terenie nekropolii pojawiły się wypisane hasła: „Nie oddamy Lwowa Z.S.R.R.!”, „Chwała bojownikom za polski Lwów!” oraz mapa Polski w granicach sprzed 1939 r. z podpisem: „Co wróg zabrał siłą – szablą odbierzemy!”[23][24].
- w ciągu 2 dni do 4 stycznia 1945 roku funkcjonariusze NKGB aresztowali we Lwowie 772 osoby (w tym 14 profesorów, 6 lekarzy, 21 inżynierów, 3 artystów i 5 księży podejrzanych o działalność antyradziecką[25]).
- 11 kwietnia 1945 został aresztowany przez NKWD bp. Josyf Slipyj, kierujący kościołem greckokatolickim po śmierci arcybiskupa metropolity Andrzeja Szeptyckiego i inni greckokatoliccy biskupi i duchowni

## Ukraińska SRR(1945–1991)
Po konferencji jałtańskiej (4–11 lutego 1945), wyłoniony w konsekwencji jej ustaleń Tymczasowy Rząd Jedności Narodowej podpisał 16 sierpnia 1945 umowę z ZSRR, uznając nieco zmodyfikowaną linię Curzona za wschodnią granicę Polski, w oparciu o porozumienie o granicy zawarte pomiędzy PKWN i rządem ZSRR 27 lipca 1944. W konsekwencji umowy Lwów i wschodnią część województwa lwowskiego włączono do Ukraińskiej Socjalistycznej Republiki Radzieckiej w składzie ZSRR
- 1945 – 15 czerwca 1946 – wysiedlenie polskiej ludności Lwowa za Bug i San w nowe granice Polski, głównie na Ziemie Odzyskane
- 26 listopada 1945 r. NKWD aresztowało, a następnie zesłało do łagrów, ks. Dionizego Kajetanowicza, administratora archidiecezji lwowskiej obrządku ormiańskiego. Katedra ormiańska we Lwowie została zamieniona na magazyn.
- 8 marca 1946 – 10 marca – odbył się nieuznany przez Watykan i zwołany przez stalinowskie władze „sobór” zwolenników likwidacji Cerkwi greckokatolickiej, zniósł unię z Rzymem i przyłączył formalnie Kościół katolicki obrządku bizantyjsko-ukraińskiego do Rosyjskiego Kościoła Prawosławnego. W „pseudosoborze lwowskim” nie wziął udziału żaden biskup, jego uczestnikami byli podrzędni duchowni i agenci NKWD.
- 31 marca 1946 władze sowieckie zamknęły rzymskokatolicką kurię metropolitalną, aresztując i zsyłając do łagrów jej kanclerza, ks. Zygmunta Hałuniewicza.
- 26 kwietnia 1946 arcybiskup Eugeniusz Baziak opuścił Lwów
- 3 czerwca 1946 władze sowieckie zamknęły wszystkie kościoły lwowskie oprócz katedry i kościoła św. Antoniego na Łyczakowie oraz kościoła św. Marii Magdaleny (działającego tylko do 1962)
- 1946 – przeniesienie Ossolineum do Wrocławia, odzyskano tylko niewielki procent księgozbioru z podstawowej kolekcji. Przeniesienie też niektórych obiektów ruchomych, w tym pomnika Aleksandra Fredry i Panoramy Racławickiej do Wrocławia, pomnika Jana III Sobieskiego do Gdańska oraz pomnika Kornela Ujejskiego do Szczecina.
- 1946 – rekwizycja polskiego dorobku kulturalnego pozostałego we Lwowie
- 1971 - dewastacja Cmentarza Obrońców Lwowa
- 1987 – pierwsze ukraińskie wiece patriotyczne i antykomunistyczne
- 1989 – początek odbudowy Cmentarza Obrońców Lwowa

## Ukraina(od 1991)
- 1991 – rozpad ZSRR, Lwów wszedł w skład niepodległej Ukrainy
- 1991 - reaktywowanie przez papieża Jana Pawła II struktur archidiecezji lwowskiej obrządku rzymskokatolickiego i archidiecezji lwowskiej obrządku greckokatolickiego.
- 1998 – wpisanie Starego Miasta, archikatedry św. Jura, Wysokiego Zamku i Podzamcza na Listę Obiektów Światowego dziedzictwa Kultury UNESCO[27].
- od 25 czerwca do 27 czerwca 2001 – podczas podróży apostolskiej na Ukrainę papież Jan Paweł II odwiedził Lwów. 26 czerwca, podczas mszy św. w obrządku łacińskim, odprawianej na lwowskim hipodromie, Jan Paweł II dokonał beatyfikacji abp. Józefa Bilczewskiego i ks. Zygmunta Gorazdowskiego[28]. 27 czerwca, podczas mszy świętej w obrządku unickim, odprawianej także na hipodromie, dokonał beatyfikacji 28 męczenników Kościoła katolickiego obrządku bizantyjsko-ukraińskiego na Ukrainie[29].
- 24 czerwca 2005 – z udziałem prezydentów Rzeczypospolitej Polskiej – Aleksandra Kwaśniewskiego i Ukrainy – Wiktora Juszczenki oraz zwierzchników dwóch katolickich obrządków Lwowa: łacińskiego – kardynała Mariana Jaworskiego i greckokatolickiego – kardynała Lubomyra Huzara odbyło się uroczyste otwarcie odbudowanego Cmentarza Obrońców Lwowa
- Od 24 września 2006 – obchody 750-lecia pierwszej wzmianki o istniejącej w tym miejscu osadzie, 650 rocznicy nadania przez króla Kazimierza Wielkiego praw miejskich, 350 rocznicy ślubów lwowskich króla Jana Kazimierza oraz 60 rocznica „ewakuacji Polaków” w dniu 30 listopada 1946. W obchodach udział wzięli prezydenci Polski, Litwy i Ukrainy.
- 3 lipca 2011 – na Wzgórzach Wuleckich został odsłonięty pomnik zamordowanych profesorów lwowskich autorstwa prof. Aleksandra Śliwy z Krakowa. Pomnik został zbudowany ze środków budżetowych miast Wrocławia i Lwowa, Politechniki Lwowskiej i składek społecznych
- 2012 – czerwiec – Lwów był jednym z czterech miast Ukrainy, w którym odbyły się na nowo zbudowanym stadionie Arena Lwów rozgrywki mistrzostw Europy w piłce nożnej EURO 2012, zorganizowanych wspólnie przez Polskę i Ukrainę.

## Przynależność państwowa
Od momentu powstania Lwów znajdował się pod panowaniem następujących państw:
- 1250–1349 –  Księstwo Halicko-Wołyńskie
- 1349–1370 –  Zjednoczone Królestwo Polskie
- 1370–1387 –  Królestwo Węgier
- 1387–1569–  Korona Królestwa Polskiego
- 1569–1772 –  Rzeczpospolita Obojga Narodów,  Korona Królestwa Polskiego
- 1772–1804 –  Monarchia Habsburgów
- 1804–1867 –  Cesarstwo Austrii
- 1867–1918 –  Austro-Węgry,  Cesarstwo Austrii
- 1918–1919 –  administracja Zachodnioukraińskiej Republiki Ludowej (konstytucyjna stolica państwa)
- 1919–1923 –  tymczasowa administracja Rzeczypospolitej Polskiej[a]
- 1923–1945 –  Rzeczpospolita Polska
  - 1939–1941 –  Związek Socjalistycznych Republik Radzieckich,  Ukraińska SRR (okupacja wojenna)
  - 1941–1944 –  Rzesza Wielkoniemiecka (okupacja wojenna)
  - 1944–1945 –  Związek Socjalistycznych Republik Radzieckich,  Ukraińska SRR (okupacja wojenna)
- 1945–1991 –  Związek Socjalistycznych Republik Radzieckich,  Ukraińska SRR
- od 1991 –  Ukraina